# Circandra serrata
Circandra es un género monotípico de planta suculenta perteneciente a la familia Aizoaceae. Su única especie: Circandra serrata (L.) N.E.Br., es originaria de Sudáfrica.

## Descripción
Es una pequeña planta suculenta perennifolia que alcanza los 6 cm de altura a una altitud de 350 - 850 metros en Sudáfrica.

## Taxonomía
Circandra serrata fue descrito por el taxónomo y botánico inglés, Nicholas Edward Brown, y publicado en The Gardeners' Chronicle, ser. 3 87: 126. 1930. La especie tipo es: Circandra serrata (L.) N.E.Br. (Mesembryanthemum serratum L.)
sinonimia
- Erepsia serrata (L.) L.Bolus
- Mesembryanthemum serratum L. basónimo[3]